# Cuapetes elegans
Espèce
Synonymes
- Anchistia elegans Paul'son, 1875
- Periclimenes (Falciger) dubius Borradaile, 1915
- Periclimenes elegans (Paul'son, 1875)

Cuapetes elegans est une espèce de crevettes de la famille des Palaemonidae. Elle est trouvée en Mer Rouge.